# Saison 1951-1952 des Celtics de Boston
La saison 1951-1952 des Celtics de Boston est la 6e saison de la franchise américaine de la National Basketball Association (NBA).

## Draft
| Tour | Rang | Joueur        | Position | Nationalité | Provenance   |
| ---- | ---- | ------------- | -------- | ----------- | ------------ |
| 1    | 7    | Ernie Barrett | G/F      | États-Unis  | Kansas State |
| 2    | 16   | Bill Garrett  | F        | États-Unis  | Indiana      |
| 6    | 56   | James Luisi   | G        | États-Unis  | St. Francis  |

## Classement de la saison régulière
| Division Est             | V  | D  | PCT  | GB |
| ------------------------ | -- | -- | ---- | -- |
| Nationals de Syracuse    | 40 | 26 | .606 | -  |
| Celtics de Boston        | 39 | 27 | .591 | 1  |
| Knicks de New York       | 37 | 29 | .561 | 3  |
| Warriors de Philadelphie | 33 | 33 | .500 | 7  |
| Bullets de Baltimore     | 20 | 46 | .303 | 20 |

## Effectif
| Numéro | Joueur          | Position | Provenance     |
| ------ | --------------- | -------- | -------------- |
| 11     | Chuck Cooper    | SF       | Duquesne       |
| 12     | Bob Donham      | SG       | Ohio State     |
| 13     | Bob Harris (en) | PF       | Oklahoma State |
| 14     | Bob Cousy       | PG       | Holy Cross     |
| 16     | John Mahnken    | C        | Georgetown     |
| 17     | Bones McKinney  | SF       | UNC            |
| 18     | Bob Brannum     | PF       | Michigan State |
| 21     | Bill Sharman    | SG       | USC            |
| 22     | Ed Macauley     | C        | Saint Louis    |
| 23     | Dick Dickey     | PG       | NC State       |

## Playoffs

### Demi-finale de Division
(2) Celtics de Boston vs. (3) Knicks de New York : Boston s'incline dans la série 2-1
- Game 1 @ Boston : Boston 105, New York 94
- Game 2 @ New York : New York 101, Boston 97
- Game 3 @ Boston : New York 88, Boston 87 (2OT)

## Statistiques

### Saison régulière
| Joueur          | Matchs | Min/m. | % Tir | % LF | Rbds/m. | Pass/m. | Pts/m. |
| --------------- | ------ | ------ | ----- | ---- | ------- | ------- | ------ |
| Bob Brannum     | 66     | 20.1   | .369  | .626 | 6.2     | 1.2     | 6.1    |
| Chuck Cooper    | 66     | 29.9   | .361  | .741 | 7.6     | 2.0     | 8.2    |
| Bob Cousy       | 66     | 40.6   | .369  | .808 | 6.4     | 6.7     | 21.7   |
| Dick Dickey     | 45     | 9.8    | .294  | .681 | 1.8     | 1.1     | 2.8    |
| Bob Donham      | 66     | 30.0   | .487  | .509 | 5.0     | 3.5     | 8.3    |
| Bob Harris (en) | 66     | 28.8   | .410  | .641 | 8.0     | 1.8     | 7.8    |
| Ed Macauley     | 66     | 39.9   | .432  | .799 | 8.0     | 3.5     | 19.2   |
| John Mahnken    | 60     | 9.7    | .344  | .605 | 2.2     | 1.1     | 3.0    |
| Bones McKinney  | 63     | 17.2   | .325  | .813 | 2.8     | 1.8     | 5.3    |
| Bill Sharman    | 63     | 22.0   | .389  | .859 | 3.5     | 2.4     | 10.7   |

### Playoffs
| Joueur          | Matchs | Min/m. | % Tir | % LF  | Rbds/m. | Pass/m. | Pts/m. |
| --------------- | ------ | ------ | ----- | ----- | ------- | ------- | ------ |
| Bob Brannum     | 3      | 16.0   | .333  | .167  | 3.3     | 1.0     | 3.0    |
| Chuck Cooper    | 3      | 42.7   | .320  | .895  | 5.3     | 1.3     | 11.0   |
| Bob Cousy       | 3      | 46.0   | .400  | .932  | 4.0     | 6.3     | 31.0   |
| Dick Dickey     | 3      | 10.3   | .125  | .857  | 1.0     | 1.7     | 2.7    |
| Bob Donham      | 3      | 37.3   | .474  | .500  | 4.3     | 5.7     | 9.0    |
| Bob Harris (en) | 3      | 29.0   | .429  | 1.000 | 8.3     | 1.3     | 7.7    |
| Ed Macauley     | 3      | 43.0   | .551  | .842  | 11.0    | 3.7     | 23.3   |
| John Mahnken    | 3      | 16.7   | .286  | .500  | 3.3     | 1.0     | 2.3    |
| Bones McKinney  | 3      | 6.7    | .222  |       | 2.0     | 0.7     | 1.3    |
| Bill Sharman    | 1      | 27.0   | .583  | 1.000 | 3.0     | 7.0     | 15.0   |

## Récompenses
- Ed Macauley, All-NBA First Team
- Bob Cousy, All-NBA First Team